# Isotoma (djur)
Isotoma är ett släkte av urinsekter. Isotoma ingår i familjen Isotomidae.

## Dottertaxa tillIsotoma, i alfabetisk ordning[1][2]
- Isotoma acrea
- Isotoma agrelli
- Isotoma ahiehie
- Isotoma alaskana
- Isotoma alaskensis
- Isotoma albella
- Isotoma alpa
- Isotoma anglicana
- Isotoma arborea
- Isotoma aspera
- Isotoma atkasukiensis
- Isotoma bendixenae
- Isotoma beta
- Isotoma blufusata
- Isotoma brucealla
- Isotoma caerulea
- Isotoma caeruleatra
- Isotoma canadensis
- Isotoma cancellarei
- Isotoma carpenteri
- Isotoma christianseni
- Isotoma cinerea
- Isotoma communa
- Isotoma creli
- Isotoma ekmani
- Isotoma fennica
- Isotoma finitima
- Isotoma flora
- Isotoma gelida
- Isotoma glauca
- Isotoma hiemalis
- Isotoma inupikella
- Isotoma japonica
- Isotoma kainui
- Isotoma komarkovae
- Isotoma macleani
- Isotoma manitobae
- Isotoma marissa
- Isotoma maxillosa
- Isotoma monochaeta
- Isotoma monta
- Isotoma multisetis
- Isotoma nanseni
- Isotoma neglecta
- Isotoma nigrifrons
- Isotoma nixoni
- Isotoma notabilis
- Isotoma perkinsi
- Isotoma persea
- Isotoma propinqua
- Isotoma pseudocinerea
- Isotoma quadra
- Isotoma randiella
- Isotoma riparia
- Isotoma sensibilis
- Isotoma spatulata
- Isotoma subaequalis
- Isotoma subviridis
- Isotoma taigicola
- Isotoma tariva
- Isotoma tigrina
- Isotoma torildae
- Isotoma trispinata
- Isotoma tuckeri
- Isotoma tunica
- Isotoma uniens
- Isotoma violacea
- Isotoma viridis